# Abel (roi)
Pour les articles homonymes, voir Abel (homonymie).
Abel Ier de Danemark (1218 - 1252) fut duc du Sud Jütland de 1232 à 1252 et roi du Danemark de 1250 jusqu'à sa mort.

## Biographie
Abel est le 3e fils de Valdemar II le Victorieux et de Bérengère de Portugal, comme ses deux frères Erik IV et Christophe Ier.
Il succède à son frère Éric IV Plovpenning le 1er novembre 1250. On soupçonna fortement Abel d'avoir commandité l'assassinat de son frère mais Abel n'hésite pas à se purger par un parjure de l'accusation. Les Frisons se révoltent contre lui, et, il est vaincu et tué le 29 juin 1252 près de Husum. Écartés du trône, ses enfants, dont l'aîné faisait ses études à Paris, conserveront toutefois le Sud Jütland (en danois : Sønderjylland) qui sera connu désormais uniquement sous le nom de duché de Schleswig (en danois : Hertugdømmet Slesvig).

## Union et postérité
Abel épousa le 25 avril 1237 Mechtilde de Holstein, morte en 1288, fille du duc de Holstein Adolphe IV, et eut comme enfants :
- Valdemar III de Schleswig, né en 1238, mort en 1257, premier duc de Schleswig en 1253 ;
- Erik Ier de Schleswig, duc de Schleswig après son frère ;
- Sophia, née en 1240, morte vers 1284, mariée à Bernard Ier d'Anhalt-Bernbourg, premier prince d'Anhalt-Bernburg ;
- Abel, né en 1252, mort le 2 avril 1279, marié à Mechtild de Schwerin, fille du comte Günzel III de Schwerin.

Ses descendants en ligne directe règnent sur le duché de Schleswig jusqu'en 1375.